# Xã Liberty, Quận Polk, Minnesota
Xã Liberty (tiếng Anh: Liberty Township) là một xã thuộc quận Polk, tiểu bang Minnesota, Hoa Kỳ. Năm 2010, dân số của xã này là 108 người.